# Spiennes
Spiennes – dzielnica (section) miasta Mons w Belgii, w Regionie Walońskim, w prowincji Hainaut, w okręgu Mons. 1 stycznia 2020 roku miejscowość zamieszkiwały 942 osoby. Do 31 grudnia 1976 samodzielna gmina.
Znana przede wszystkim ze znajdujących się tu kopalni krzemienia z okresu neolitu. Zostały one wpisane na listę światowego dziedzictwa UNESCO jako "największe i najstarsze zgrupowanie starożytnych kopalni w Europie, ukazujące poziom ludzkiego rozwoju technicznego".